# Finale della Coppa delle Coppe 1985-1986
La finale della 26ª edizione della Coppa delle Coppe UEFA è stata disputata il 2 maggio 1986 allo Stade de Gerland di Lione tra Dinamo Kiev e Atlético Madrid. All'incontro hanno assistito circa 35 000 spettatori. La partita, arbitrata dall'austriaco Franz Wöhrer, ha visto la vittoria per 3-0 del club sovietico.

## Il cammino verso la finale
La Dinamo Kiev di Valerij Lobanovskij esordì contro gli olandesi dell'Utrecht i quali vinsero la gara d'andata 2-1, ma si arresero 4-1 nel retour match. Agli ottavi di finale i rumeni dell'FCU Craiova furono superati con un risultato complessivo di 5-2. Ai quarti i Bianco-blu affrontarono gli austriaci del Rapid Vienna, finalisti l'anno precedente, strapazzandoli sia all'andata che al ritorno rispettivamente coi risultati di 4-1 e 5-1. In semifinale i cecoslovacchi del Dukla Praga furono sconfitti a Kiev 3-0 e grazie al pareggio per 1-1 di Praga la squadra raggiunse per la seconda volta nella sua storia la finale della competizione.
L'Atlético Madrid di Luis Aragonés iniziò il cammino europeo contro gli scozzesi del Celtic pareggiando in casa 1-1 e vincendo 2-1 in un Celtic Park semi deserto. Agli ottavi i gallesi del Bangor City furono regolati con un risultato complessivo di 3-0. Ai quarti di finale i Colchoneros affrontarono gli jugoslavi della Stella Rossa, vincendo in trasferta 2-0 e pareggiando 1-1 in Spagna. In semifinale i sorprendenti tedeschi occidentali dell'Uerdingen 05, autori della vittoria capolavoro per 7-3 contro la Dinamo Dresda, furono battuti con un risultato totale di 4-2.

## La partita
A Lione si affrontano la Dinamo Kiev, campione nel 1975, e l'Atletico Madrid campione nel 1962. I Rojiblancos arrivano all'appuntamento da imbattuti e con la speranza di regalare il Triplete di coppe europee alla Spagna (sebbene il Barcellona sarà poi sconfitto in finale dalla Steaua Bucarest). Gli uomini di Lobanovskij però mettono in mostra un calcio spettacolare e dopo soli cinque minuti passano in vantaggio con un gol di testa di Oleksandr Zavarov. L'Atletico fatica a reagire e il passivo potrebbe essere ben più pesante al termine dei primi 45 minuti. A fine partita i sovietici dilagano con Oleh Blochin e Vadym Jevtušenko che trafiggono il portiere argentino Ubaldo Fillol. Così come 11 anni prima, la Dinamo vince la Coppa delle Coppe battendo l'avversario 3-0 dimostrando di essere una macchina da gol perfetta.

## Tabellino
| Arbitro: | Franz Wöhrer |

|                                       |           |  |
| Zavarov 5’ Blochin 85’ Jevtušenko 88’ | Marcatori |  |

| Dinamo Kiev | Atlético Madrid |

| Dinamo Kiev          |    |                     |  |     |
|                      |    |                     |  |     |
| POR                  | 1  | Viktor Čanov        |  |     |
| DIF                  | 2  | Volodymyr Bezsonov  |  |     |
| DIF                  | 3  | Sergej Baltača      |  | 38’ |
| DIF                  | 4  | Oleh Kuznjecov      |  |     |
| CEN                  | 5  | Vasyl' Rac          |  |     |
| CEN                  | 6  | Pavlo Jakovenko     |  |     |
| CEN                  | 7  | Ivan Jaremčuk       |  |     |
| DIF                  | 8  | Anatolij Demjanenko |  |     |
| CEN                  | 9  | Oleksandr Zavarov   |  | 70’ |
| ATT                  | 10 | Ihor Bjelanov       |  |     |
| ATT                  | 11 | Oleh Blochin        |  |     |
| Sostituzioni:        |    |                     |  |     |
| DIF                  | 15 | Andrij Bal'         |  | 38’ |
| ATT                  | 14 | Vadym Jevtušenko    |  | 70’ |
| Allenatore:          |    |                     |  |     |
| Valerij Lobanovs'kyj |    |                     |  |     |

| Atlético Madrid |    |                          |     |     |
|                 |    |                          |     |     |
| POR             | 1  | Ubaldo Fillol            |     |     |
| DIF             | 2  | Tomás Reñones            | 13’ |     |
| CEN             | 3  | Clemente                 |     |     |
| DIF             | 4  | Juan Carlos Arteche      |     |     |
| DIF             | 5  | Miguel Ángel Ruiz García |     |     |
| CEN             | 6  | Julio Prieto             |     |     |
| ATT             | 7  | Mario Cabrera            |     |     |
| CEN             | 8  | Quique Ramos             |     |     |
| ATT             | 9  | Jorge da Silva           |     |     |
| ATT             | 10 | Jesús Landáburu          |     | 61’ |
| CEN             | 11 | Roberto Marina           |     |     |
| Sostituzioni:   |    |                          |     |     |
| CEN             | 13 | Quique Setién            |     | 61’ |
| Allenatore:     |    |                          |     |     |
| Luis Aragonés   |    |                          |     |     |